# Lassi Karonen
Lassi Karonen (ur. 17 marca 1976 w Djurze) – szwedzki wioślarz, reprezentant Szwecji w wioślarskiej jedynce podczas Letnich Igrzysk Olimpijskich w Pekinie.

## Osiągnięcia
- Mistrzostwa Świata – Gifu 2005 – jedynka – 8. miejsce[1].
- Mistrzostwa Świata – Eton 2006 – jedynka – 7. miejsce[1].
- Mistrzostwa Świata – Monachium 2007 – jedynka – 6. miejsce[2].
- Igrzyska Olimpijskie – Pekin 2008 – jedynka – 5. miejsce[2].
- Mistrzostwa Świata – Poznań 2009 – jedynka – 9. miejsce[1].
- Mistrzostwa Europy – Montemor-o-Velho 2010 – jedynka – 2. miejsce[1].